# Gandaritis fixseni
Gandaritis fixseni là một loài bướm đêm trong họ Geometridae.